# Obelix

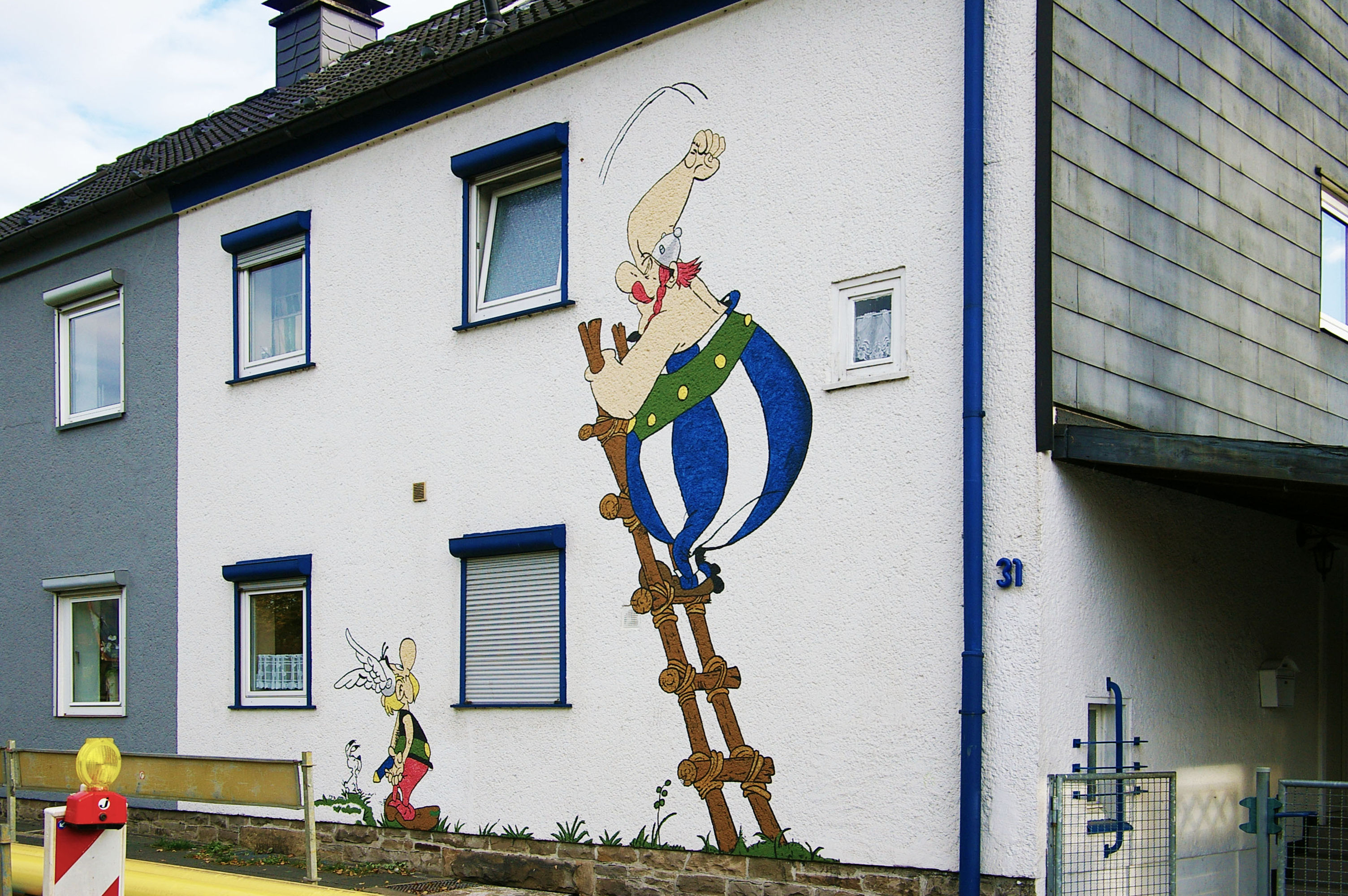
Obelix s Asterixem a Idefixem na fasádě domu

Obelix (francouzsky Obélix) je postava z francouzského komiksu Asterix. Tvoří nerozlučnou dvojici s Asterixem, vyniká obrovskou silou a tloušťkou. Jeho síla pochází z doby, kdy jako malý kluk spadl do sudu s kouzelným nápojem, který vaří druid Panoramix. S velkou radostí ji používá na jakéhokoli Římana, jenž se mu připlete do cesty. Jeho pes se jmenuje Idefix.
Jeho oblíbenou krmí jsou pečení divočáci (ti ovšem byli pro skutečné Galy posvátní), kterých je schopen spořádat libovolné množství.
Jméno Obelix je postaveno na jazykové hříčce, Obelix je výrobcem a nosičem menhirů, takže jméno je vlastně zkomoleninou slova obelisk. Jelikož se název obelisk používá pro křížek jako znak úmrtí (†), je naproti tomu jméno Asterix zkomoleninou výrazu asterisk, který označuje hvězdičku (*).
V hraných filmových zpracováních jeho postavu ztvárnil Gérard Depardieu. V hraném díle Asterix a Obelix se dokonce zamiluje do náčelníkovy dcery Falbaly.

## Český dabing
- Jiří Lábus = Asterix a velký boj, Asterix a překvapení pro Césara (dabing z roku 1989)
- Jan Schánilec = Asterix a Galové, Asterix a Kleopatra, Dvanáct úkolů pro Asterixe, Asterix v Británii
- Jiří Štěpnička = první hrané filmy, Asterix a překvapení pro Césara (dabing z roku 2014), Asterix: Sídliště bohů
- Oldřich Vízner = Asterix dobývá Ameriku
- Ota Jirák = Asterix a Vikingové (dabing z roku 2006), poslední dva hrané filmy
- Igor Bareš = Asterix a tajemství kouzelného lektvaru
- Zdeněk Junák = Asterix a Vikingové (dabing z roku 2018)